# Лонгобуко
Лонгобуко (итал. Longobucco) је насеље у Италији у округу Козенца, региону Калабрија.
Према процени из 2011. у насељу је живело 2501 становника. Насеље се налази на надморској висини од 808 м.

## Становништво
Према резултатима пописа становништва 2011. у општини је живело 3.479 становника.
| 1951. | 1961. | 1971. | 1981. | 1991. | 2001. | 2011. |
| ----- | ----- | ----- | ----- | ----- | ----- | ----- |
| 7.979 | 8.298 | 6.866 | 6.497 | 5.431 | 4.351 | 3.479 |

## Партнерски градови
- Сиња (Фиренца)
- Луци